# Epirhyssa daedala
Epirhyssa daedala är en stekelart som beskrevs av Porter 1978. Epirhyssa daedala ingår i släktet Epirhyssa och familjen brokparasitsteklar. Inga underarter finns listade i Catalogue of Life.